# Надільне
Наді́льне (до 1946 року - хутір Парцеляни) — село в Україні, у Золочівському районі Львівської області. Населення становить 34 осіб. Орган місцевого самоврядування - Поморянська селищна рада.

## Історія
Згадується 5 лютого 1449 року в книгах галицького суду.